# Nie mów nikomu (album)
Nie mów nikomu – siódmy album punk-rockowego zespołu Blade Loki wydany w 2018 roku. Producentem było Lou & Rocked Boys. 
Jest to pierwszy album z nową wokalistką – Anetą Adamek, która śpiewa w zespole od 2015 roku. Mimo nowej wokalistki, album otrzymał pozytywne oceny, mimo iż lata mijają, to zespół nie zmienia swojego stylu. Autorem tekstów jest Andrzej Dudzic. W jednym z utworów muzycy sięgnęli po twórczość Konstantego Ildefonsa Gałczyńskiego. 
Nagrania miały miejsce podczas dwóch sesji w poznańskim „Perlazza Studio” oraz wrocławskim "Mexican Radio Studio”. Za realizację, miks i mastering odpowiedzialny był Przemysław „Perła” Wejmann. 

## Skład[2]
- Aneta Adamek – wokal
- Andrzej Dudzic – gitara basowa
- Michał "Twurca" Tomczyk – gitara
- Norbert "Norbi" Ważny – instrumenty klawiszowe
- Wojciech "Pucek" Włusek – perkusja
- Daniel Wrona – puzon
- Wojciech Lis – trąbka

## Lista utworów
1. Naszym imieniem
2. Nie mów nikomu
3. Podwodny
4. Poranna bryza
5. Elegia
6. Kariera
7. Frustracja
8. Naturalnie
9. Bobry
10. Upadasz